# U-Bahnhof Reboleira

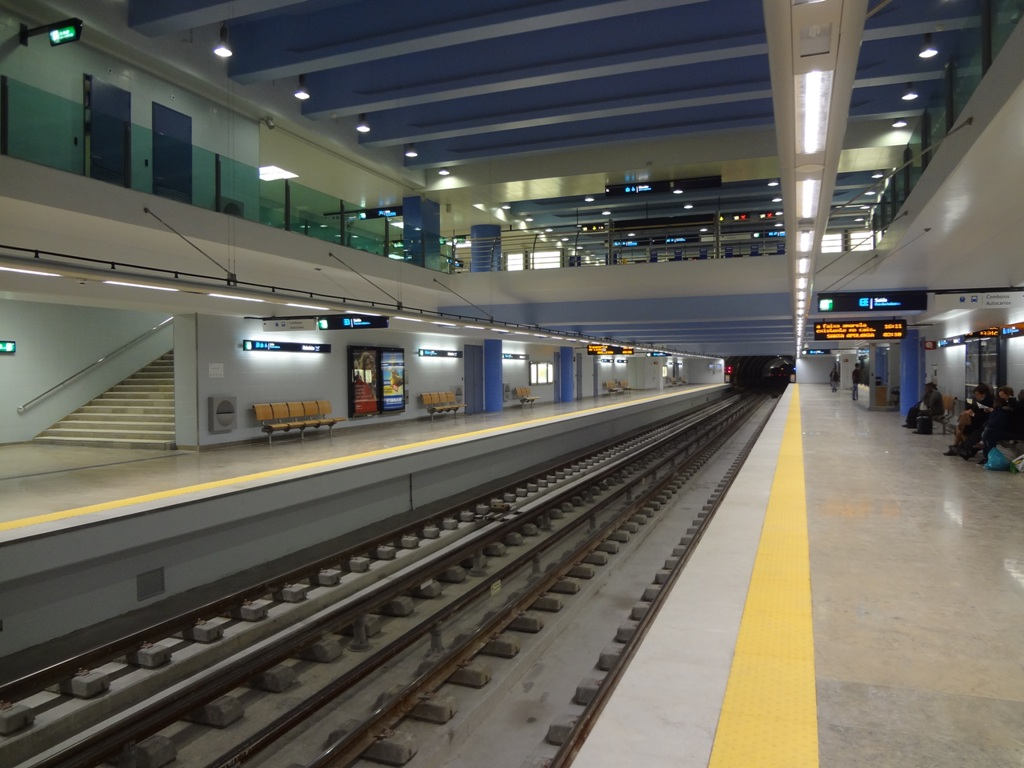
Bahnsteige des 2016 eröffneten U-Bahnhofs Reboleira

Reboleira ist ein U-Bahnhof der Linha Azul der Metro Lissabon, des U-Bahn-Netzes der portugiesischen Hauptstadt. Der Bahnhof befindet sich unter der Straße Rua das Indústrias kurz vor der Kreuzung mit der Straße Rua Vitor Alves in der Stadt Amadora. Der U-Bahnhof ist seit seiner Eröffnung am 14. April 2016 nördliche Endstation der Linha Azul, der einzige Nachbarbahnhof ist Amadora Este. Wenige Meter entfernt vom U-Bahnhof befindet sich der Vorortbahnhof Reboleira an der Linha de Sintra.

## Geschichte
Bereits mit der Eröffnung des letzten Abschnittes der Linha Azul im Jahr 2004 zwischen Pontinha und Amadora Este war geplant die U-Bahn-Strecke weiter ins Zentrum der Stadt Amadora zu verlängern. sie sollte mit der Vorortbahnstrecke zwischen Sintra und Lissabon (Linha de Sintra) verknüpft werden.
Die Bauarbeiten für die Strecke begannen 2007/08, ursprünglich war die Eröffnung für August 2010 vorgesehen, später 2012. Aufgrund von Finanzierungsproblemen und Verzögerungen bei der Zuweisungen von Geldern der Europäischen Union verschob sich die Fertigstellung zunächst auf Ende 2015, die Kosten beliefen sich demnach auf 60 Millionen Euro. Letztlich konnte die Verlängerung und der U-Bahnhof selbst am 14. April 2016 vom Premierminister António Costa eröffnet werden.
Der Bahnhof hat – wie praktisch alle Bahnhöfe des Lissaboner Metrosystems – zwei 105 Meter lange Seitenbahnsteige. Von beiden Bahnsteigen führen Treppen sowie Fahrtreppen zu einem zentralen Zwischengeschoss. Von dort gibt es zwei Zugänge zur Oberfläche, zwei in Richtung Nordosten und zwei in Richtung Nordwesten. Der Vorortbahnhof mit dem gleichen Namen befindet sich etwa 200 Meter südlich des U-Bahnhofes.

## Verlauf
Am U-Bahnhof bestehen Umsteigemöglichkeiten zu Vorortzügen in Richtung Lissabon (Rossio), Sintra und Mira.
| Linie | Verlauf |
| ----- | --- |
|       | Reboleira – Amadora Este – Alfornelos – Pontinha – Carnide – Colégio Militar/Luz – Alto dos Moinhos – Laranjeiras – Jardim Zoológico – Praça de Espanha – São Sebastião – Parque – Marquês de Pombal – Avenida – Restauradores – Baixa-Chiado – Terreiro do Paço – Santa Apolónia |